# Adolf Paul
Adolf Georg Wiedersheim-Paul, född  6 januari 1863 på Bromö i Torsö socken, död 30 september 1943 i Berlin, var en svensk författare som levde i Finland från 1872 och i Tyskland från 1889.

## Biografi
År 1872 flyttade Paul med sina föräldrar till Finland, där han 1880–1886 ägnade sig åt lantbruk i Jockis. Han inledde 1886 musikstudier under Ferruccio Busoni i Helsingfors och 1889 följde han med sin lärare till Berlin, där han sedan blev bofast. 
Han debuterade 1891, under tydlig påverkan från August Strindberg, med romanen En bok om en människa. Därefter utkom  under 1890-talet en rad romaner, noveller och skådespel, däribland Kung Kristian II, uppförd i Stockholm 1897 och tryckt 1899. Han övergick till att skriva på tyska och gav ut ett dussin komedier, ett tiotal romaner och novellsamlingar, samt ett band Strindberg-Erinnerungen und -Briefe (1914, svensk upplaga samma år, ny upplaga 1930, Min Strindbergsbok).
Bland hans övriga verk märks den naturalistiska novellsamlingen The Ripper (1892), som bland annat innehåller incestdramatet Oidipus i Norden. Boken blev därför indragen av censuren. 
Paul var personlig vän till August Strindberg, som han influerades av. De tillhörde båda, tillsammans med Edvard Munch, Holger Drachmann, Christian Krogh, Dagny Juel och Stanisław Przybyszewski, en krets av bohemer, som samlades på en vinstuga i Berlin, som av Strindberg döpts om till Zum schwarzen Ferkel (Den svarta griskultingen).
Som student på Helsingfors musikinstitut blev Adolf Paul nära vän till kompositören Jean Sibelius och deras korrespondens publicerades 2016. Senare komponerade Sibelius musik till Pauls pjäs Kung Kristian II (1898). 
Tre gånger har Paul blivit en rollfigur i filmer, fastän ingen film direkt har handlat om honom. 
- Christer Fredberg spelade Paul i Peter Watkins film Edvard Munch (1974).
- Haakon Sandøys Dagny (1977) var en film om den norska författare Dagny Juel. I den spelade Pertti Roisko rollen som Paul.
- I Timo Koivusalos Sibelius (2003), spelades Pauls roll av Kunto Ojansivu.

### Varia
- Das Land Jerichow zur Zeit Friedrichs des Großen. Genthiw: Ikier. 1913
- Strindberg-minnen och brev : med 2 porträtt. Stockholm: Åhlén & Åkerlund. 1915. Libris 1638148
- Min Strindbergsbok : Strindbergsminnen och brev. Stockholm: Norstedt. 1930. Libris 757086
- Der Einfluss Walter Scotts auf die epische Technik Theodor Fontanes. Sprache und Kultur der germanischen und romanischen Völker. Breslau. 1934. Libris 2958023
- Profiler : minnen av stora personligheter. Stockholm: Fahlcrantz. 1937. Libris 1374866